# 沃尔夫冈·克洛茨
沃尔夫冈·克洛茨（德語：Wolfgang Klotz，1951年11月4日—），德国男子竞技体操运动员。他曾获得1972年夏季奥运会体操比赛男子团体全能铜牌。他也在1974年世界竞技体操锦标赛上获得男子团体全能铜牌。